# Richard James Oglesby
Richard James Oglesby, född 25 juli 1824 i Oldham County, Kentucky, död 24 april 1899 i Elkhart, Illinois, var en amerikansk republikansk politiker. Han var guvernör i Illinois 1865–1869, 1873 och 1885–1889 samt senator för Illinois 1873–1879.
Oglesby studerade juridik och inledde 1845 sin karriär som advokat i Sullivan, Illinois. Han tjänstgjorde som löjtnant under mexikanska kriget utan att delta i något fältslag.
Han blev 1860 invald i delstatens senat och deltog sedan i amerikanska inbördeskriget som överste. Han tjänstgjorde under general Ulysses S. Grant och blev känd som "Uncle Dick" bland sina trupper. Oglesby avancerade sedan till generalmajor och lämnade 1864 nordstatsarmén för att kandidera i guvernörsvalet i Illinois, ett val som han vann med klar marginal.
Efter den första mandatperioden som guvernör arbetade han igen som advokat. Han vann 1872 års guvernörsval men avgick en kort tid efter att ha tillträtt som guvernör 1873 för att tillträda som ledamot av USA:s senat. Han efterträddes som guvernör av viceguvernören John Lourie Beveridge. Oglesby kandiderade inte till en andra mandatperiod i senaten. Han valdes 1884 till guvernör för tredje gången. Haymarketmassakern i Chicago inträffade under Oglesbys sista mandatperiod som guvernör. George Engel, en av anarkisterna som hängdes som resultat av Haymarketrättegången, skrev ett brev till Oglesby där han vädjade till guvernören för att hans dödsstraff inte skulle omvandlas till fängelse. Oglesby omvandlade två dödsstraff till livstids fängelse men Engel hängdes tillsammans med några av sina kamrater.
Oglesbys grav finns på Elkhart Cemetery i Elkhart, Illinois.